# Pamela David
Pamela Carolina David Gutiérrez (Córdoba, 6 de octubre de 1978), más conocida como Pamela David, es una presentadora de televisión, modelo, vedette y actriz argentina.

## Biografía
Nació en Córdoba, pero siendo muy pequeña se trasladó a Santiago del Estero.
Vivió su infancia en un barrio de la zona oeste de la ciudad de Santiago del Estero, más precisamente el barrio autonomía y sus estudios secundarios los realizó en el Colegio Absalón Rojas (ex-Colegio Nacional).

## Carrera
Realizó varias audiciones para desfiles en Paraguay y, al volver a Argentina, durante varios meses trabajó como colaboradora y coconductora invitada del programa RockSport que se emitía por la señal deportiva de Cablevisión. En 2000, apareció en dos capítulos de "Primicias", tira emitida por Canal 13. En 2001 estuvo como participante de la segunda edición del programa de telerrealidad "El Bar TV", que se transmitía por el canal América 2.
Durante 2001 y 2002 participó del programa cómico de Guillermo Francella "Poné a Francella".
También trabajó en el programa "La peluquería de Don Mateo", con los humoristas Pablo Granados y Pachu Peña. Desde ese momento, David ha trabajado en teatro de revista en obras de Gerardo Sofovich como Coronados de risa y Diferente en 2003. Posó desnuda y completamente depilada para la revista Playboy de Argentina en ese mismo año. Durante 2004, condujo el programa erótico "Pamela Sex", que se emitía por la señal de cable Playboy TV.
 Además actuó en 2005, en la ficción Doble vida y fue la voz de Stripperella, serie animada para adultos de MTV, para toda América Latina.
En febrero de 2006 fue invitada por el Canal 13 de Chile al programa La movida del festival, donde ejerció de panelista. En ese mismo año, participa de la primera edición del Bailando por un sueño, siendo la segunda pareja eliminada de 8, eliminada por Guillermo Novellis.
Condujo, junto a Pablo Granados y Martin Ciccioli, el programa Fuera de foco entre 2007 y 2008. En 2007 Pamela fue madre de su primer hijo, Felipe. Luego de su maternidad, dejó de trabajar por unos meses para luego volver a retomar su profesión posando desnuda en la revista española Interviú en su número de abril de 2007.
En 2007, participó en la segunda edición del segmento Cantando por un sueño del programa "ShowMatch" siendo nuevamente la segunda eliminada entre 14 parejas, siendo eliminada por Carolina Oltra. En el mismo año protagonizó en Carlos Paz, Fuckin' Money.
Entre 2009 y 2010, fue coconductora de Animales Sueltos, junto a Alejandro Fantino. En la temporada teatral 2008-2009, fue la primera vedette de Nito Artaza en la obra Danza con Cobos.[cita requerida] Al año siguiente protagonizó la obra infantil El zorro y el misterio de la montaña azul. Sus siguientes obras fueron, Arranca la risa y El gran show, donde fue primera vedette.
Desde 2011 hasta 2017 condujo Desayuno americano, en las mañanas de América TV. En 2015 y 2016 condujo el programa televisivo Gran Hermano 2015: El Debate, posteriormente conduce La Revancha. Desde mayo de 2017 hasta 2019 condujo Pamela a la tarde, por la pantalla de América TV programa con el que ganó un Martín Fierro por "Mejor Magazine".
En septiembre de 2021, Pamela planea hacer un formato show con La ruleta de tus sueños por América TV.
En abril de 2023, Pamela regresó al aire con su clásico magazine Desayuno Americano por América TV, acompañada por un nuevo equipo de panelistas, entre ellos Paulo Vilouta, Carlos Monti y Locho Loccisano, marcando un renovado formato del ciclo.  En 2024, el programa Desayuno Americano ganó el Martín Fierro Latino en la categoría Mejor Magazine, distinción que la conductora recibió personalmente durante la ceremonia.

## Vida personal
Estuvo en pareja con el jugador de básquet Bruno Lábaque, con el cual tuvo su primer hijo, Felipe, en 2007. Durante el verano del 2006, mes de febrero, mantuvo un affair con el concejal  Andrés Celis Montt de la municipalidad de Viña del Mar, Chile . El 3 de marzo de 2008 contrajo matrimonio con Lábaque, por entonces en Club Atenas de Córdoba. La ceremonia religiosa se efectuó en la parroquia de Villa Allende y la fiesta en Unquillo. En 2010 la pareja se separó.
Desde 2011 está en pareja con el empresario Daniel Vila, con quien tiene una diferencia de edad de veinticuatro años. Juntos son padres de su segunda hija, llamada Lola. La pareja se casó en abril de 2016.
Pamela David es católica, aunque en alguna oportunidad ironizó con dejar de serlo luego de que el papa Francisco le enviara un rosario a la dirigente política Milagro Sala, presa desde 2016 por corrupción.

## Televisión
| Año                      | Programa                                | Personaje/Rol          | Notas                                        | Canal                        |
| ------------------------ | --------------------------------------- | ---------------------- | -------------------------------------------- | ---------------------------- |
| 2000                     | Primicias                               | Carolina               | Capítulos 122-123                            | El Trece                     |
| 2001                     | El Bar TV                               | Participante           | 2.ª edición                                  | América TV                   |
| 2002                     | Poné a Francella                        | Enfermera              | 2.ª temporada                                | Telefe                       |
| 2003                     | Ciudad de pobres corazones              | Participación especial |                                              | América TV                   |
| 2003-2004                | La peluquería de don Mateo              | Diversos personajes    |                                              | El Nueve                     |
| 2004                     | Pamela Sex                              | Conductora             |                                              | Playboy TV                   |
| 2005                     | Noche de juegos                         | Participación especial |                                              | Televisión Nacional de Chile |
| 2005                     | De pé a pá                              | Participación especial |                                              | Televisión Nacional de Chile |
| 2005                     | Doble vida                              | Rosario                |                                              | América TV                   |
| 2005                     | Stripperella                            | Stripperella           | Doblaje de la progonista de la serie animada | MTV                          |
| 2005                     | Casados con hijos                       | Modelo                 | Cap. "Tiempo de calientes"                   | Telefe                       |
| 2006                     | La movida del festival                  | Participación          | Durante el festival de Viña del Mar          | Canal 13 (Chile)             |
| 2006                     | Bailando por un sueño 2                 | Participante           | 2da eliminada / Puesto 7.º                   | El Trece                     |
| 2007-2008                | Fuera de foco                           | Coconductora           |                                              | América TV                   |
| 2007                     | Cantando por un sueño 2                 | Participante           | 2da eliminada / Puesto 13.º                  | El Trece                     |
| 2009                     | Mitos, crónicas del amor descartable    | Participación especial | Capítulo 11                                  | América TV                   |
| 2009                     | Dromo                                   | Participación especial | Capítulo 7                                   | América TV                   |
| 2009                     | Un golpe de Lucho                       | Participación          |                                              | Mega (Chile)                 |
| 2009-2010                | Animales sueltos                        | Panelista              | 1.ª y 2.ª temporada                          | América TV                   |
| 2010                     | Jugá                                    | Presentadora           |                                              | América TV                   |
| 2011-2017; 2023-presente | Desayuno americano                      | Conductora             |                                              | América TV                   |
| 2015                     | Gran Hermano 2015: El debate            | Conductora             |                                              | América TV                   |
| 2016                     | Gran Hermano 2016: El debate            | Conductora             |                                              | América TV                   |
| 2016                     | Gran Hermano 2016: El debate Prime Time | Conductora             |                                              | América TV                   |
| 2016                     | El debate: La Revancha                  | Conductora             |                                              | América TV                   |
| 2017                     | Premio Martín Fierro de Radio 2016      | Conductora             |                                              | América TV                   |
| 2017–2019                | Pamela a la tarde                       | Conductora             |                                              | América TV                   |
| 2019                     | Pamela a la noche                       | Conductora             | Especial                                     | América TV                   |
| 2019-actualidad          | PamLive                                 | Conductora             | Programa web                                 | Infobae e Instagram          |
| 2021–2022                | La ruleta de tus sueños                 | Conductora             |                                              | América TV                   |
| 2025                     | LAM                                     | Panelista              | Programa diario                              | América TV                   |

## Cine
- 2006, Bañeros 3: todopoderosos.

## Teatro
- 2004, "Coronados de risa vivamos". Teatro Tronador junto a Jorge Corona, Florencia de la V, Héctor Romero y elenco.
- 2004, "Diferente". Teatro Lola Membrives junto a Florencia de la V, Toti Ciliberto, Rolo Puente, Silvina Luna, Martín Russo, Pablo Skert, Daniel Fernández, Ricardo Pald y elenco.
- 2008, "Money Money". Teatro del Sol 2 en Villa Carlos Paz junto a Emilio Disi, Diego Pérez, Ginette Reynal, Nicolás Scarpino, Norberto Gonzalo y Carlos March.
- 2008, "Danza con cobos". Teatro Mar del Plata junto a Nito Artaza, Cacho Castaña, Gladys Florimonte, Flavio Mendoza y elenco.
- 2009, "El Zorro y el tesoro de la montaña azul" - La Carpa del Zorro junto a Nicolás Acosta, Gerardo Baamonde, Belén Caccia, Pablo Carnaghi, Hugo Castro, Andrés D´Adamo, Paula Fernández, Pablo Ferrara, Diego Gatto, Juan Gavajda, Fernando Lúpiz, Adriana Mascialino, María Eva Palottini, Fabián Parma, Gustavo Pintos, Fabián Rendo, Marcelo Serre y Néstor Somma.
- 2009, "Arranca la risa"; un show que vale. Teatro Brodway junto a Nito Artaza, Valeria Lynch, Chico Novarro, Gladys Florimonte y Flavio Mendoza.
- 2011, "El gran show". Teatro Coral junto a La Mole Moli, El Puma José Luis Rodríguez, Carmen Flores, Juan Alberto Mateyko, Virginia Gallardo, Gladys Florimonte, Leo Dan y elenco.